# Thèse mythiste
Cet article traite de la remise en cause de l'aspect historique de Jésus de Nazareth. Pour l'état de la recherche sur ce sujet, Quête du Jésus historique et Jésus selon l'exégèse contemporaine.

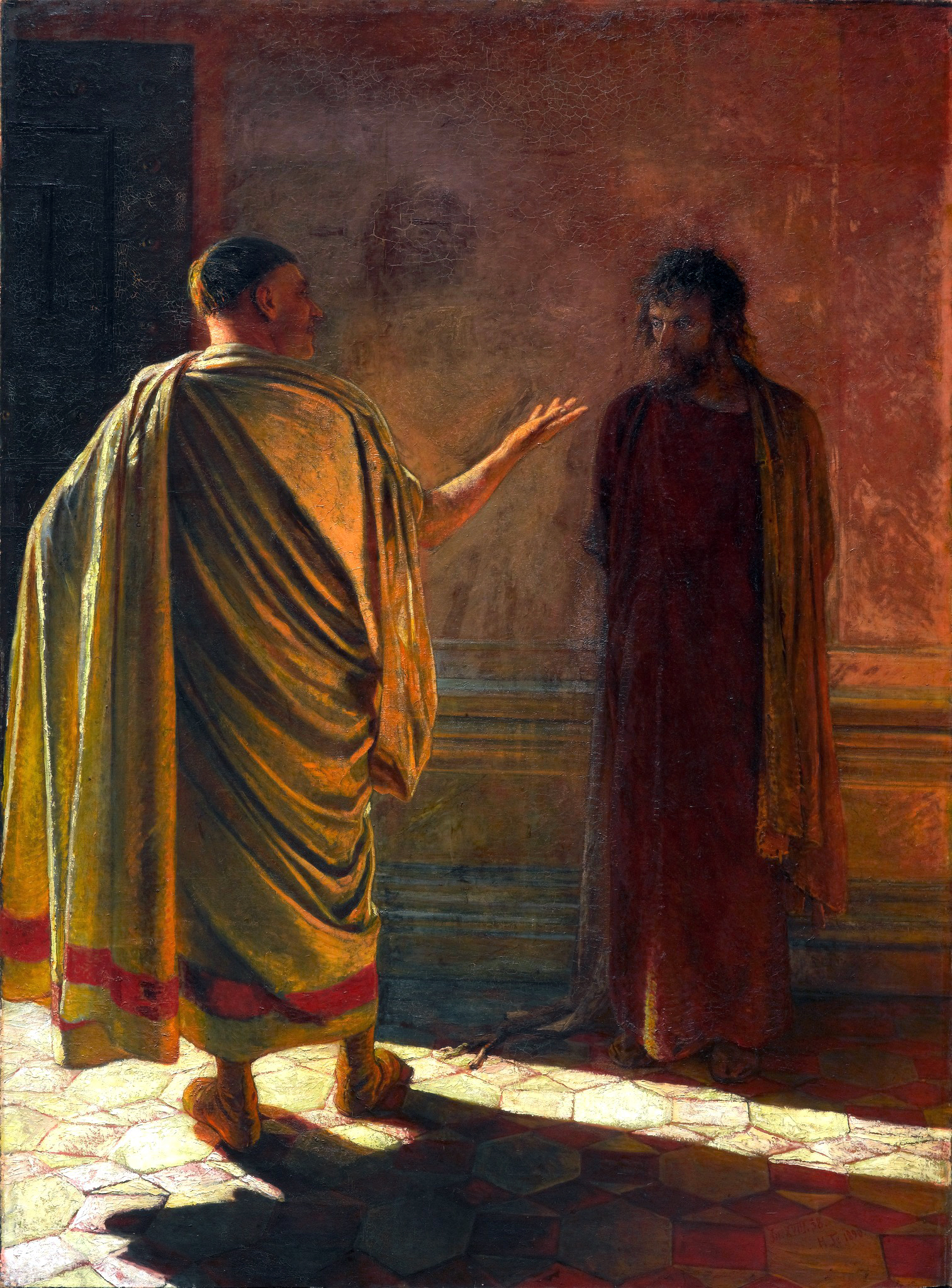
Qu'est-ce que la vérité ? (Jésus devant Pilate), tableau de Nikolaï Gay.

La thèse mythiste postule que la personne de Jésus de Nazareth n'a pas de réalité historique : la personne de Jésus (à distinguer du personnage de Jésus-Christ) serait une création mythique ou mythologique. Cette thèse est née à partir du XVIIIe siècle et du développement des méthodes historico-critiques dans l'étude des textes du Nouveau Testament. Elle tente d'expliquer entre autres l'apparition du christianisme ancien.
Selon certaines variantes de cette thèse, Jésus est un personnage légendaire, mythique, haussé à une dimension archétypale, et qui a la même (in)consistance que les personnages décrits par exemple dans Le Rameau d'or de James George Frazer. Il est ainsi souvent comparé à Mithra, Dionysos, Sol Invictus ou Asclépios (Esculape). Selon d'autres courants, sa personnalité est le fruit d'une élaboration théologique, ayant pris progressivement une dimension historique à partir du IIe siècle de l'ère chrétienne. Dans ce contexte, Jésus devient un personnage conceptuel, instrumentalisé par les premiers chrétiens.
Cette thématique se développe selon deux axes complémentaires :
- d'une part, aucun document probant et aucune preuve archéologique n'attesteraient l’existence de Jésus de Nazareth : les textes chrétiens ne seraient pas dignes de foi, et les textes non chrétiens seraient d'authenticité douteuse ou pourraient être l’écho du discours chrétien ;
- d'autre part, des indices peuvent amener à croire qu’il serait un personnage mythique ou fictif.

La thèse de l'inexistence historique de Jésus est restée marginale au sein de la recherche historique académique et a été complètement rejetée par les spécialistes universitaires du christianisme depuis la fin des années 1930.
Elle a néanmoins continué d’être reprise régulièrement par des auteurs en dehors du milieu académique, essentiellement par des écrivains, blogueurs et internautes. Elle a été défendue dans les médias au début des années 2000, par exemple aux États-Unis par Earl Doherty, et en France par Michel Onfray, lequel a repris les thèses de Paul-Louis Couchoud et Prosper Alfaric.

## État de la recherche universitaire actuelle
Les quêtes du Jésus historique désignent les étapes historiographiques successives de l'étude de la vie de Jésus de Nazareth en tant que personnage historique.

### Sources sur Jésus de Nazareth
| |  |  |
| Le papyrus P52 qui contient un fragment de l'évangile selon Jean, et daté par paléographie du IIe siècle (généralement de la première moitié), est considéré comme le plus ancien manuscrit contenant un extrait du Nouveau Testament. |  |  |

Jésus n'a rien écrit, ou du moins aucun document de sa main n'est passé à la postérité. De plus, bien que la tradition chrétienne ait attribué certains textes à des témoins directs de sa vie (les évangiles de Matthieu et Jean et les épîtres de Pierre parmi les textes canoniques, et de nombreux textes apocryphes), les études critiques ont montré qu'il s'agit de pseudépigraphies ou d'attributions tardives. Les premières sources, dans la seconde moitié du Ier siècle, sont des textes chrétiens du Nouveau Testament : les épîtres de Paul de Tarse (dont sept sur les quatorze du Nouveau Testament sont aujourd'hui jugées effectivement écrites par Paul) et les évangiles canoniques (qui ne sont pas tous dus aux auteurs sous les noms desquels la tradition chrétienne les a placés).
On trouve des mentions directes de Jésus dans deux passages des Antiquités juives (vers 95) de l'historien juif Flavius Josèphe, dont le Testimonium flavianum. Ce document a depuis longtemps été mis en question, notamment parce qu'il affirme que Jésus est le Christ, ce qui est étonnant de la part d'un juif pharisien ; il n'y a pas aujourd'hui de consensus parmi les spécialistes entre authenticité, interpolation totale de copistes chrétiens ou interpolation seulement partielle. Le second passage qui parle de l'exécution en 62 de Jacques, « le Frère de Jésus qu'on appelle Messie » (Jacques avait été le principal chef de la première communauté de disciples à Jérusalem), a lui aussi été contesté mais, aujourd'hui, il est généralement considéré comme authentique par les spécialistes de Flavius Josèphe.
À part Flavius Josèphe, aucun autre auteur non chrétien du premier siècle ne parle de Jésus : ni les Romains Sénèque, Pline l'Ancien et Quintilien, ni le Grec Plutarque, ni le Juif Philon d'Alexandrie. Cela n'a cependant rien d'étonnant, le crucifiement d'un prédicateur juif n'ayant rassemblé que quelques disciples dans une province lointaine n'étant pas un événement notable à l'échelle de l'Empire romain.
Il faut attendre le tournant des premier et deuxième siècles pour voir apparaître dans les œuvres des auteurs latins Tacite, Pline le Jeune et Suétone les premières mentions de communautés chrétiennes, qui commencent à prendre, au moins localement, suffisamment d'importance pour que l'administration romaine s'en préoccupe. Le passage XV.44 des Annales de Tacite, sur le grand incendie de Rome de 64, très défavorable aux chrétiens et présent dans tous les manuscrits (dont les plus anciens sont du XIe siècle) est par contre aujourd'hui considéré comme authentique par les historiens. Mais il n'y a pas d'évidence que la mention de Tacite concernant les « chrétiens », dont « le nom vient de Christ, qui, sous Tibère, fut livré au supplice par le procurateur Pontius Pilatus » provienne de sources indépendantes des chrétiens du début du IIe siècle.

### La position des historiens sur l'existence de Jésus
La question des sources n'a pas conduit les historiens spécialistes à remettre en question l'existence de Jésus. Dès 1933, le professeur d'histoire du christianisme à la Sorbonne Charles Guignebert convenait : « Confessons donc que tous les prétendus témoignages païens et juifs ne nous apportent aucun renseignement utile sur la vie de Jésus, qu’ils ne nous donnent même pas la certitude qu’il ait vécu ». Mais il concluait : « Les efforts, souvent érudits et ingénieux des mythologues n'ont gagné à leurs thèses aucun des savants indépendants et désintéressés que rien n'empêcherait de s'incliner devant un fait bien établi et dont l'adhésion aurait eu du sens. L'enthousiasme des incompétents ne compense pas cet échec. »
Dans le monde académique, la question de l'existence historique de Jésus est aujourd'hui close (en dehors du Jesus Project, démarré fin 2008 - voir ci-dessous). Pour les chercheurs et spécialistes, les thèses mythistes sont rejetées par un ensemble d'éléments et d'arguments tant externes qu'internes au Nouveau Testament. L'historien Henri-Irénée Marrou considérait la thèse mythiste comme un exemple de méthode hypercritique.
« Nous ne sommes plus au temps où B. Bauer (1840), ou P. L. Couchoud (1937) s'ingéniaient à nier que Jésus eût existé : le sens de ses faits et gestes, non son existence fait aujourd'hui débat », écrit Daniel Marguerat. Pierre Geoltrain ajoute en 2002 : « Nul n'oserait plus, de nos jours, écrire une vie de Jésus comme celles qui virent le jour au XIXe siècle. L'imagination suppléait alors au silence des sources [...]. Quant à l'entreprise inverse, quant aux thèses des mythologues qui, devant les difficultés rencontrées par l'historien, ont pensé les résoudre toutes en expliquant les Évangiles comme un mythe solaire ou un drame sacré purement symbolique, elle ne résiste pas à l'analyse. L'étude des Évangiles permet de dire, non seulement que Jésus a existé, mais encore bien plus. »

#### L'ancienneté des sources chrétiennes

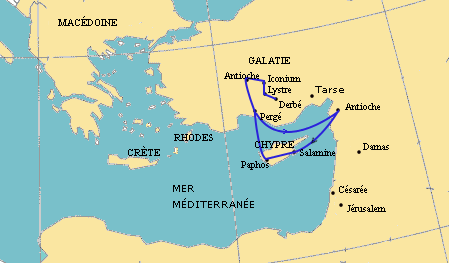
Carte du premier voyage missionnaire de Paul de Tarse, v. 45-50

Les plus anciens textes chrétiens sont les lettres attribuées à Paul de Tarse, qu'il est censé avoir rédigées dans les années 50 après avoir rencontré les principaux disciples de Jésus : Jacques le Juste, son frère et chef de la communauté judéo-chrétienne de Jérusalem, ainsi que Pierre et Jean. Si ces lettres donnent très peu de détails sur la vie de Jésus et cherchent surtout à prouver qu'il est bien le Messie ou le Christ, ce que refusent les juifs, il y est présenté comme un personnage réel.
Les évangiles canoniques, dont les datations actuelles sont entre 65 et 110, sont les principales sources sur Jésus (l'apport de certains évangiles apocryphes comme l'évangile de Thomas est aujourd'hui discuté). Ils contiennent de nombreuses contradictions, incohérences et invraisemblances et il s'agit de textes répondant aux préoccupations théologiques des communautés chrétiennes au sein desquelles ils ont été composés, sur la base de traditions orales ou écrites aujourd'hui perdues (comme l'hypothétique source Q). S'il ne permet pas de retracer une biographie précise de Jésus, le travail des historiens consiste à distinguer les paroles et les actes originels de Jésus de ce qui relève d'élaborations théologiques et littéraires postérieures à sa mort, et ce sur la base de critères d'historicité les plus objectifs possibles.

#### La question de la crucifixion

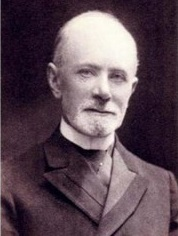
Alfred Loisy, théologien, exégète catholique et historien français. Il est l'une des figures de la méthode historico-critique en France.

Même les historiens les plus sceptiques sur les récits des évangiles jugent invraisemblable que les chrétiens aient pu inventer la crucifixion de Jésus. Charles Guignebert note : « Je fais toutes réserves sur les détails du récit évangélique, je ne crois pas possible de douter de l'historicité de la crucifixion ». Pour Alfred Loisy, « Rien dans les récits évangéliques n'a consistance de fait, si ce n'est le crucifiement de Jésus par sentence de Ponce Pilate pour cause d’agitation messianique ».
Au IIe siècle, au sein de certaines des communautés chrétiennes, cette crucifixion entra en contradiction avec la divinisation progressive de Jésus : les docètes développèrent une conception christologique dans laquelle son incarnation et donc sa crucifixion n'avaient été que des illusions. Pour Maurice Goguel, « Si les docètes avaient eu la plus petite raison de penser que le Christ n’était qu’une personne idéale sans réalité historique, ils n’auraient pas dépensé des trésors d’ingéniosité pour donner de son histoire une interprétation qui le dégageât complètement d’un contact trop immédiat avec l’humanité. ».

#### L'ancienneté des sources non chrétiennes
Comme le rappelle Louis Rougier, « l'existence de Jésus n'a jamais été contestée dans l'Antiquité par ses adversaires », élément qui rend selon lui « l'attitude des mythistes […] intenable ». En effet, dès les débuts du christianisme celui-ci a été attaqué de façon virulente par les autres courants du judaïsme en Palestine, et par les païens quand il a commencé à se propager dans le monde gréco-romain. Il est invraisemblable que parmi ces attaques, aucune n'ait porté sur l'existence de Jésus dans les décennies ayant suivi son exécution telle que présentée par les chrétiens.

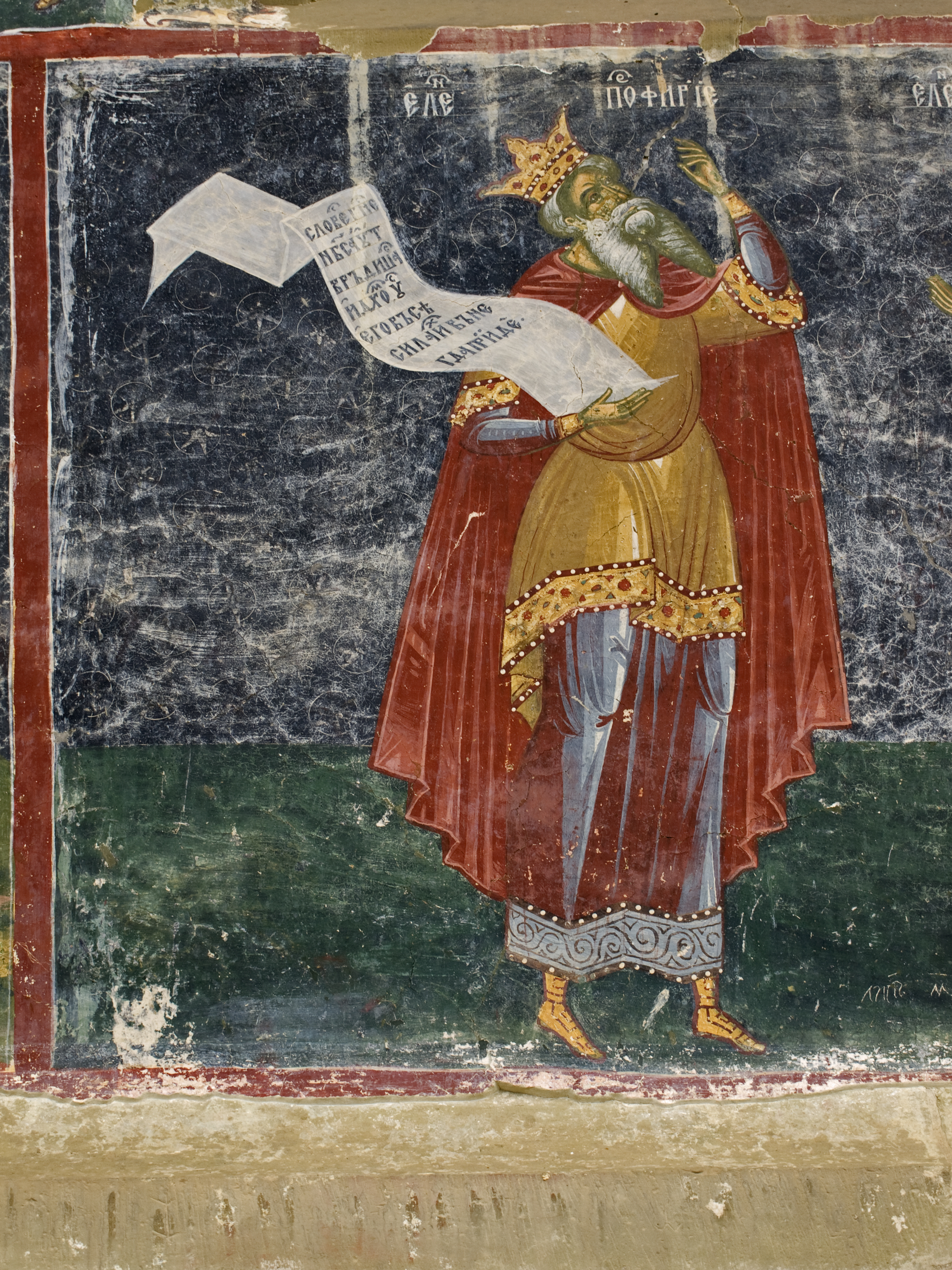
Porphyre de Tyr, fresque du monastère de Sucevita

On ne trouve aucune trace de cet argument dans les textes des adversaires du christianisme que nous conservons tant côté païen, que côté juif,. Chez les païens, on dispose des textes de Lucien de Samosate et Celse vers 178, et de Porphyre de Tyr au IIIe siècle.
Chez les Juifs de l’Antiquité, outre Flavius Josèphe, Jésus est mentionné dans la littérature rabbinique: « il est absent de la Mishna et de la Tosefta dont les compilations datent de la fin du IIe siècle et du début du IIIe siècle, et on ne le rencontre que dans les compositions plus tardives du Talmud de Jérusalem et du Talmud de Babylone ». Le passage le plus connu, celui du Talmud de Babylone (TbSanhedrin 43a), remonte peut-être au IIe siècle, et se présente comme une Baraïta, c'est-à-dire une tradition orale incorporée dans une compilation écrite. Ces textes, de nature essentiellement polémique, ne constituent des sources fiables ni pour reconstituer le Jésus historique, ni même selon l'historien Charles Guignebert, pour « prouver son existence ».
L'historien Richard France estime qu'« au plus tard au début du second siècle, Jésus était connu et exécré comme un faiseur de miracles et un prédicateur qui avait rassemblé de nombreux disciples, et avait été justement exécuté comme « quelqu'un qui détournait Israël de son chemin ». Aussi peu flatteur que cela soit, cela constitue, de façon déformée, une preuve de l'impact des miracles et de l'enseignement de Jésus. La conclusion, selon laquelle cela repose uniquement sur les prétentions des chrétiens, et que « les juifs du second siècle adoptèrent sans le remettre en doute le présupposé chrétien que Jésus avait réellement existé » est uniquement dictée par un scepticisme dogmatique. Il est peu vraisemblable que ces polémiques, reprenant souvent des « éléments » différents de ceux auxquels les chrétiens croyaient, soient apparus en moins d'un siècle au sujet d'une figure inexistante ».

### Quelques voix dissonantes
Quelques chercheurs pensent, néanmoins, que la question ne peut être tranchée avec les éléments dont on dispose, ou que la question mériterait d'être réexaminée.
En 1988, l'archéologue Yvon Thébert argue que malgré l'« opinion dominante » à ce sujet, « la thèse mythiste est souvent récusée un peu trop rapidement », et selon lui « l'historicité de Jésus n'est pas un problème historique car nous ne disposons d'aucune donnée pour le poser ».
Au début des années 2000, l'Américain Robert M. Price, professeur de théologie et d'études bibliques au Johnnie Colemon Theological Seminary et rédacteur de la revue en ligne Journal of Higher Criticism pense que si on appliquait strictement les diverses méthodes historiques et critiques telles qu'elles sont conçues et pratiquées de nos jours, on aboutirait à un complet agnosticisme en ce qui concerne l'existence historique de Jésus de Nazareth. En 2004, Didier Fougeras, coordinateur de la Nouvelle Bible Segond, défend l'idée que la question de l'existence historique de Jésus devrait être réexaminée à l'aune des méthodologies et des connaissances actuelles.

#### The Jesus Project
À la suite du Jesus Seminar dont les travaux controversés en 1993 avaient conclu par vote que seules 18 % des paroles de Jésus dans les évangiles pouvaient être attribuées au Jésus historique[réf. nécessaire], le CSER (Committee for the Scientific Examination of Religion) de l'Université de Californie et le CFI (Center for Inquiry) de New York, avaient lancé un nouveau séminaire de recherche baptisé « The Jesus Project », sous la direction de R. Joseph Hoffmann (en), dont l'objectif était de réexaminer la question de l'historicité de Jésus. Certains des principaux participants de Jesus Seminar, ainsi que d'autres spécialistes des études bibliques comme April de Conick ou John Dominic Crossan ont décliné l'invitation et s'expliquant sur ses propres réticences, Marcus Borg (en) a déclaré : « Je trouve l'objectif du projet ennuyeux et fastidieux. Nous pourrions aussi bien avoir un débat sur l'existence historique de Jules César ». Le premier séminaire du Jesus Project, prévu sur cinq ans, s'est tenu du 5 au 7 décembre 2008. Il comprend quinze spécialistes de disciplines variées parmi lesquels James Tabor, Robert Eisenman, Bruce Chilton et Robert M. Price.
En juin 2009, le projet a été suspendu temporairement, et l'un de ses trois organisateurs, Hoffmann s'en est retiré. Il n'a pas été réactivé depuis lors.

## Les thèses mythistes
Selon l'historien Charles Guignebert en 1933 : « La critique radicale des témoignages traditionnels, touchant l’existence de Jésus, s’appuie sur deux affirmations principales renouvelées par Bruno Bauer (1809–1882) : 1) La littérature contemporaine, juive ou païenne, ne dit absolument rien de Jésus. 2) La littérature néo-testamentaire, avec ses discordances et ses contradictions, ses interpolations évidentes, ses invraisemblances énormes, ne peut être considérée comme une source historique digne de confiance. »

### LeXVIIIesiècle

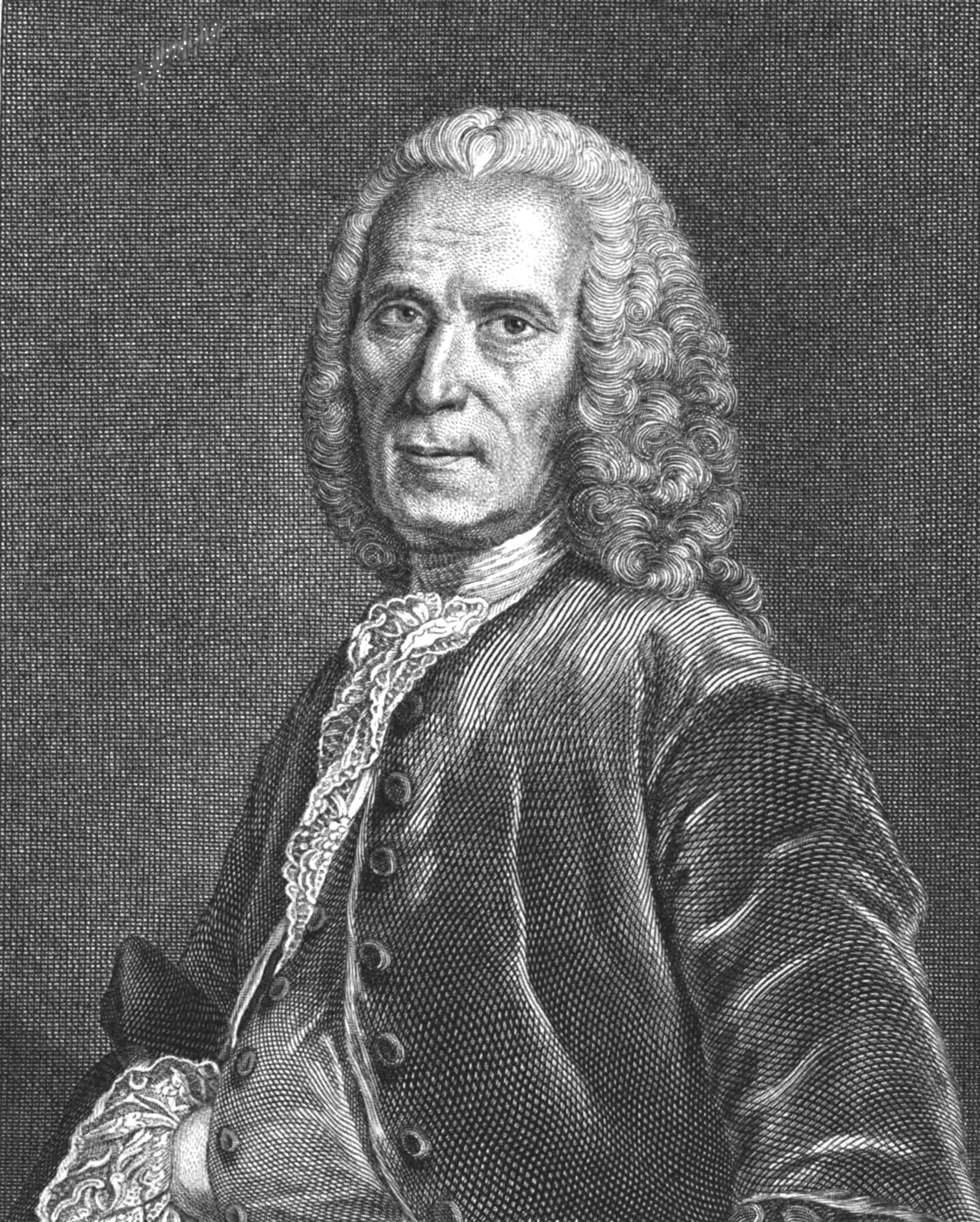
Jean Astruc

Dans la lignée des travaux de Richard Simon et de Jean Astruc apparaissent les premières interrogations sur les paradoxes et les incohérences des textes bibliques, et le questionnement sur la fiabilité historique des évangiles. Des exemples fameux se trouvent dans l'Histoire de l'établissement du christianisme et dans les articles « Christianisme » du Dictionnaire philosophique de Voltaire. Celui-ci dit avoir « vu quelques disciples de Bolingbroke, plus ingénieux qu'instruits, qui niaient l'existence d'un Jésus », mais pour lui, les incohérences et les invraisemblances des évangiles ne permettent pas de douter raisonnablement de son existence.
Les premiers travaux historico-critiques sur Jésus (la quête du Jésus historique) commencent en 1774 avec la publication des travaux de Reimarus.
Les premiers vrais mythistes, dans la dernière décennie du XVIIIe siècle, sont Constantin-François Volney (1757–1820) et Charles-François Dupuis (1742–1809), deux penseurs radicaux des Lumières, dans la lignée du matérialisme et du sensualisme : 
- Constantin-François Volney, Les Ruines, ou Méditation sur les révolutions des empires (Paris: Desenne, 1791) ; traduit en anglais dès 1796 : The Ruins, or a Survey of the Revolutions of Empires (New York: Davis, 1796). Selon lui, Jésus est un mythe solaire issu du syncrétisme entre les mythologies perses et babyloniennes.
- Charles-François Dupuis, Origine de tous les cultes (Paris: Agasse, 1794); traduction anglaise récente, The Origin of All Religious Worship (New York: Garland, 1984)[43], repris dans un Abrégé de l'origine de tous les cultes, Paris, 1798. Il conjugue l'astronomie et la mythologie et fait des divinités et de leurs légendes des allégories des astres et de leurs mouvements. Ainsi Jésus serait le symbole du soleil et les apôtres les douze signes du zodiaque.

### La première quête du Jésus historique et la thèse mythiste

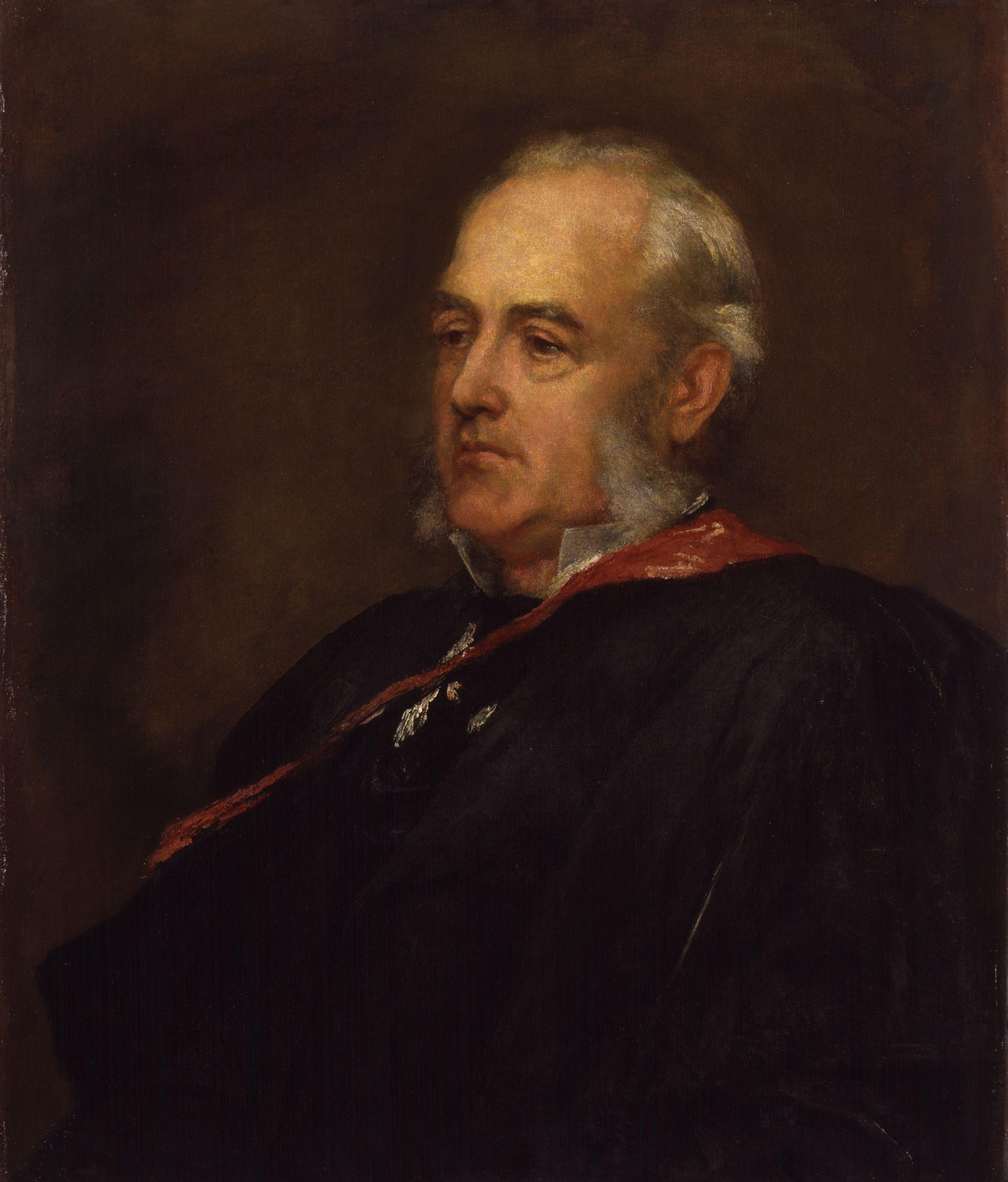
Portrait de Friedrich Max Müller par George Frederic Watts

C'est au XIXe siècle, au cours de ce qu'on a appelé la première quête du Jésus historique, essentiellement menée par les théologiens libéraux allemands, que se sont développées les premières théories mythistes. Dès 1840, Bruno Bauer peut être considéré comme le premier mythiste, dans la lignée de l'école mythologiste de David Strauss.
Les thèses de Strauss sont réfutées dès 1849 par Ernest Renan, qui rejette le mythisme. Il écrit : « Strauss a fort bien vu que le tissu des Évangiles prête largement à la critique » mais « ne tient pas compte des nuances » alors que « ce n'est pas à un système exclusif qu'il sera donné de résoudre le problème si difficile des origines du christianisme ». Renan conclut : « Pour les époques et les pays qui ne sont pas tout à fait mythologiques, le merveilleux est moins souvent une pure création de l'esprit humain qu'une manière fantastique de se représenter des faits réels. » 
La méthode préférée du courant mythiste est celle du comparatisme en mythologie. Celui-là apparaît notamment dans les travaux de Friedrich Max Müller (1823-1900), pour qui l'origine des religions est à rechercher dans les récits mythiques de naissance, de mort et de renaissance du Soleil. Ces idées seront reprises notamment par James George Frazer qui explique l'origine des croyances mythiques de l'humanité par l'idée d'un « roi sacrificiel » associé au soleil en tant que dieu mourant et renaissant, et à la régénération de la Terre au printemps. L'hypothèse de Frazer suppose « la réalité historique de Jésus de Nazareth en tant que grande figure religieuse et morale et que les doutes soulevés « ne méritent pas une attention sérieuse », le témoignage des évangiles « apparaissant largement suffisant aux yeux de tout chercheur sans préjugé » et que seuls les détails de la vie et de la mort de Jésus restent et resteront voilés dans les brumes de l'incertitude »
On observe que tel récit reprend, apparemment, des éléments présents dans tel ou tel autre mythe et l'on conclut au syncrétisme, à l'emprunt à l'identité de l'un ou l'autre mythe, dans le projet de combler les manquants dans la documentation. On en tire la conséquence que si Jésus bénéficie, dans les écrits canoniques qui en parlent, d'une naissance virginale, d'une conception divine (comme Platon ou Alexandre dans leurs hagiographies respectives) et de miracles, alors Jésus n'a pas plus d'existence historique qu'Athéna ou Mithra.
Manquent à ce raisonnement la preuve des contacts entre les deux corpus de récits, le travail philologique sur les textes, l'herméneutique qu'elle induit. Ce constat n'a rien à voir avec la foi ; il décrit ce qu'était l'état de l'art à l'époque où se développèrent les thèses mythistes. Il faudra attendre l'école de la Formgeschichte et l'exégèse contemporaine pour que ce travail s'accomplisse. Alfred Loisy, avec ces arguments, s'oppose au mythisme.

#### Dans le monde anglo-saxon
L' Allemand Bruno Bauer et l'Anglais Edwin Johnson sont les deux principaux représentants du courant mythiste académique dans le monde anglo-saxon.

##### Bruno Bauer

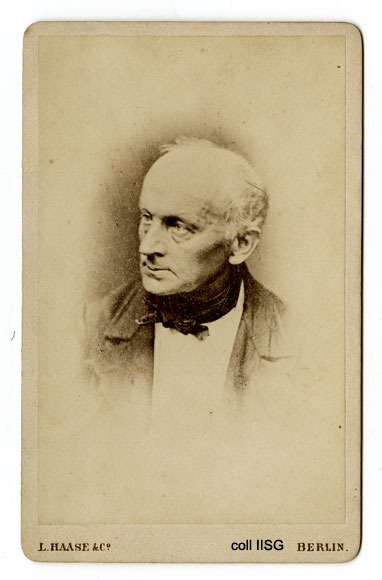
Bruno Bauer

Philosophe hegelien et historien, Bruno Bauer (1809-1882) s'inscrit dans la lignée de l'école mythologique de David Strauss qu'il critique dans ses ouvrages : Kritik der evangelischen Geschichte des Johannes (1840) sur l'Évangile selon Jean, et Kritik der evangelischen Geschichte der Synoptiker (1841) sur les synoptiques.
Selon Bauer, le véritable fondateur du christianisme est le juif Philon d'Alexandrie qui adapte les idées juives au monde et à la philosophie hellénistiques.
La thèse de Bauer a peu d'impact dans le milieu académique de l'époque, même si elle est louée à sa mort par le philosophe et théoricien socialiste Friedrich Engels. Plus récemment, le philosophe et exégète français Claude Tresmontant soutiendra que Philon d'Alexandrie aurait influencé les premières communautés chrétiennes.

##### La critique radicale hollandaise
À la fin du XIXe siècle, un certain nombre de théologiens protestants s'opposent aux travaux des Allemands de l'École de Tübingen et remettent en cause l'authenticité des lettres de Paul. Ils forment le mouvement de la 
Critique radicale hollandaise (en) (Hollandse Radicale Kritiek). Les principaux représentants en sont Gerardus Bolland, Abraham Dirk Loman, Willem Christiaan van Manen et Gustaaf Adolf van den Bergh van Eysinga. Parmi eux, Bolland et Loman remettront également en cause l'existence historique de Jésus.
Gerardus Bolland continue le travail de Bauer et considère que le fondateur du christianisme est l'empereur Vespasien. À la différence de Bauer qui place l'Évangile selon Marc en premier, il restaure la priorité de l'Évangile selon Matthieu qui représente la « judeochristianisation » d'un évangile gnostique, tel l'Évangile grec des Égyptiens dont parlent Clément d'Alexandrie et Hippolyte de Rome. Le point central de l'évangile est, à ses yeux, la parabole du semeur, jetant ses semences sur des terrains variés avec des résultats tout aussi variés. Il assimile cette semence au discours stoïcien.
Pour Abraham Dirk Loman, chargé de cours de 1856 à 1893 au Séminaire luthérien d'Amsterdam, puis à l'Université d'Amsterdam, les épisodes de la vie de Jésus, tel le Sermon sur la montagne, sont des fictions écrites a posteriori pour justifier des tendances libérales qui se seraient fait jour dans le judaïsme du Ier siècle.

##### Edwin Johnson
Edwin Johnson (1842-1901) est l'auteur de Antiqua Mater. A Study of Christian Origins. Il considère que le christianisme émerge d'une combinaison des tendances libérales du judaïsme du Ier siècle et du gnosticisme. Cet ouvrage reçut une mauvaise critique de la part de Willem Christiaan von Manen, pourtant l'un des fondateurs de la Radikale Kritique.

##### Albert Kalthoff
Pour le philosophe et théologien allemand Albert Kalthoff (1850-1906), le christianisme est un phénomène social apparu lors du contact des masses prolétariennes opprimées au sein de l'Empire romain et des aspirations messianiques juives. L'histoire de Jésus n'est que celle de l'idée du Christ au sein des communautés chrétiennes.

##### Arthur Drews

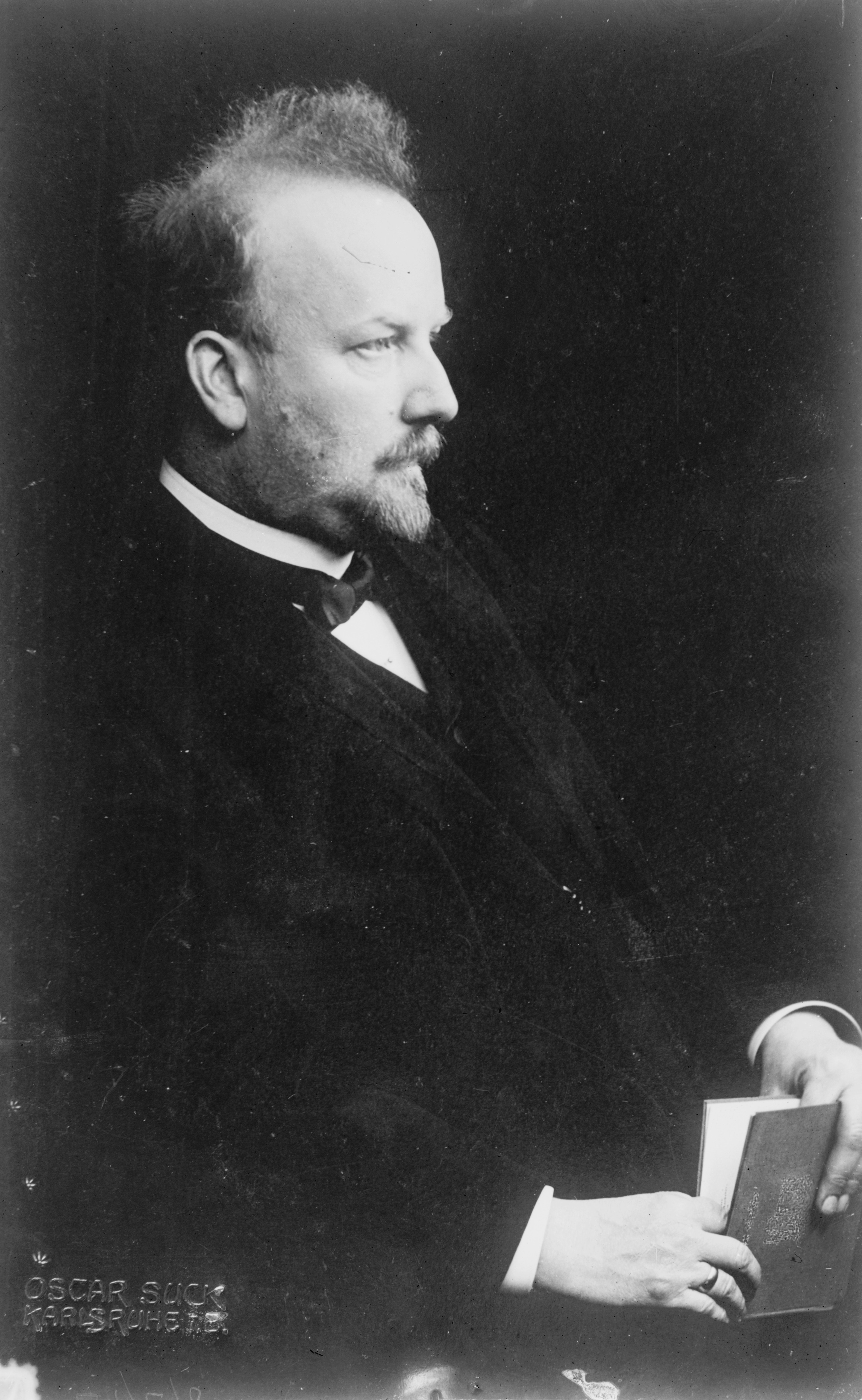
Arthur Drews

Arthur Drews (1865-1935) est un philosophe allemand. Il s'inspire des ouvrages de William Benjamin Smith, professeur de mathématiques à la Nouvelle-Orléans, auteur d'une triple observation : celui-ci note qu'il n'y a dans les lettres de Paul et des premiers apologistes chrétiens que peu d'allusions à l'activité publique de Jésus ; il lui semble inconcevable qu'une unique personne ait inspiré un mouvement religieux aussi important que le christianisme, et qu'une personne ait pu être aussi facilement et rapidement divinisée. Smith soutient donc l'idée d'un « Jésus » préchrétien, qui aurait été la divinité des gnostiques naassènes – cités dans les Philosophoumena du pseudo Hippolyte de Rome – et de la secte juive des nazôréens, cités par Épiphane – le nom de « nazaréens » ne venant pas du village de Nazareth, dont l'existence à l'époque serait très douteuse. Il donne plusieurs citations à l'appui de sa thèse. Le « par le Dieu des Hébreux, Jésus » du Papyrus magique de Paris (mais ce manuscrit date en fait seulement du IVe siècle). Le cas d'Appolos et des disciples de Jean le Baptiste à Éphèse dans les Actes des Apôtres, qui savent des « choses sur Jésus » avant leur rencontre avec Paul. Les magiciens Élymas, surnommé Bar-Jésus, et Simon auraient été des fidèles de ce Jésus préchrétien.
Drews publie Die Christusmythe en 1909 et Die Christusmythe. Zweiter Teil. Die Zeugnisse für die Geschichtlichkeit Jesu. Eine Antwort an die Schriftgelehrten mit besonderer Berücksichtigung der theologischen Methode en 1911. Selon lui, Jésus est le produit des mythes et des idées apocalyptiques de son époque, dans la fusion d'idées gnostiques et de la philosophie hellénistique. Albert Schweitzer consacre tout un chapitre à sa théorie.

##### John M. Robertson
Le journaliste libre-penseur John M. Robertson (1856-1933) est l'auteur de Christianity and Mythology (Londres, 1900), Short History of Christianity (Londres, 1902), Pagan Christs, Studies in Comparative Theology (Londres, 1902) et The Jesus Problem - Restatement of the Myth Theory (Londres, 1917). Selon lui, le personnage de Jésus s'est développé à partir d'un culte juif de Josué, qu'il identifie à une divinité solaire. Apollonius de Tyane est le seul personnage messianique dont le caractère authentiquement historique est admis par l'auteur.

#### En France
En France, ce courant a été dominé par les travaux de Paul-Louis Couchoud (1879-1959), philosophe, japonisant et helléniste, et de Prosper Alfaric (1876-1955).

##### Salomon Reinach

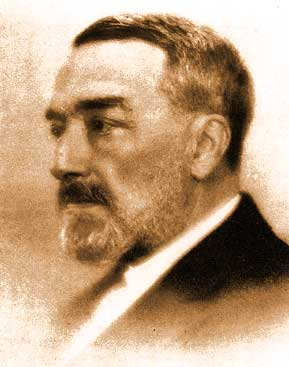
Salomon Reinach

Salomon Reinach (1858-1932), archéologue spécialiste de l'histoire des religions, publie en 1909 Orpheus.
Il ne soutient pas directement la thèse de la « non-historicité », mais le peu de valeur documentaire des évangiles. D'une certaine façon, il tient pour bonne la compréhension docète du personnage en se basant sur les épîtres de Paul, dont il ne parvient pas à accepter que toutes soient inauthentiques. Il insiste sur trois éléments qui lui semblent capitaux :
- le silence des historiens autres que les rédacteurs « chrétiens » des évangiles ;
- l'absence de rapport de Ponce Pilate à l'attention de Tibère dans une civilisation aussi « administrative » que l'empire romain ;
- le récit de la Passion reprend et développe la prophétie du psaume 22[59],[60], ce serait donc une appropriation et une imitation du psaume et cette imitation serait à l'origine de la pensée docète.

Ce livre ouvre une polémique que la presse écrite du temps nomma De Bello Orphico. Reinach réussit à réunir contre lui des historiens et exégètes de toutes tendances, depuis le catholique Lagrange (o.p.) jusqu'à Charles Guignebert, historien réputé athée. Le motif de la polémique est l'usage du comparatisme structurel au moment même où Alfred Loisy et quelques autres historiens progressistes sont en train de mettre au point le « comparatisme fonctionnel ».

##### Paul-Louis Couchoud
Le médecin Paul-Louis Couchoud, directeur éditorial de collections sur l'histoire des religions expose sa thèse successivement dans un article publié en 1924 dans le Mercure de France et lors de conférences à l'Union pour la Vérité de janvier à avril 1924. L'Union pour la Vérité était une institution culturelle à la recherche d'une sociabilité intellectuelle dans la bourgeoisie catholique et moderniste.
La théorie de Couchoud est rassemblée dans le Mystère de Jésus, augmentée de trois chapitres dans lesquels l'auteur tente de démontrer que l'étude de l'Apocalypse et des épîtres non pauliniennes confirme ses vues tirées des épîtres pauliniennes. L'ensemble est publié au Mercure de France en mars 1924. Ses points de départ sont que le seul témoignage qui vaille est celui de Paul de Tarse et que la conception docète du christianisme serait l'orthodoxie si Paul est le véritable fondateur du christianisme.
Dans une première version, Couchoud soutient que la méthode selon laquelle les historiens de son époque, d'Ernest Renan à Alfred Loisy, tentent de comprendre le personnage de Jésus et la genèse du christianisme se heurte à deux écueils principaux :
- le premier est qu'il est inconcevable qu'en une génération ou moins un homme soit déifié ;
- le second tient au fait que, du point de vue historique, Jésus échappe à l'historien faute de documentation suffisante. Le Testimonium Flavianum, douteux, est pour lui entièrement interpolé. Tout ce qui, dans le Talmud, concerne Jésus dépend du christianisme. Des trois « témoignages » païens, l'un, celui de Suétone ne connaît qu'un agitateur juif du nom de Chrestos et les deux autres, Pline le Jeune et Tacite attestent seulement l'existence d'un mouvement chrétien et, pour ce qui est de l'origine de ce mouvement, ils répètent ce qu'en disent les chrétiens.

Pour Paul-Louis Couchoud, le Christ dont parle Paul n'est pas un être historique, mais un personnage « idéal » au sens platonicien du terme. Couchoud a une compréhension des valeurs du christianisme et de l'influence de la « croyance en Jésus » qui le distinguent des autres théoriciens. Selon Goguel, Couchoud n'assume pas une thèse mythiste, mais une thèse « spiritualiste ».
Les thèses de Couchoud seront critiquées par les exégètes de tous bords : le jésuite Léonce de Grandmaison (fondateur de la revue Recherches de science religieuse), le protestant Maurice Goguel (EPHE et Sorbonne), le catholique excommunié Alfred Loisy (professeur au Collège de France)et le rationaliste Charles Guignebert (professeur à la Sorbonne). Face à ces critiques, Couchoud publie en 1937 Jésus : le dieu fait homme. Couchoud considère que « le Christ » tel que le présente la littérature paulinienne n'est pas une incarnation de YHWH, le Dieu de « toujours » du peuple juif, mais un nouveau dieu qui s'intègre dans le panthéon des « cultes orientaux ». La thèse mythiste devient la suivante : Jésus n'est pas un homme divinisé mais le dieu d'un culte à mystères humanisé par le récit qui en est fait. C'est là qu'il rejoint la conception docète du christianisme qui est l'un des gnosticismes. Cette position est qualifiée de « Docétisme extrême» de Couchoud.
Le livre de Couchoud, le Mystère de Jésus, a été traduit en anglais ; il a donc une filiation parmi les mythistes américains alors même qu'il s'inspirait de Robertson[réf. souhaitée].

##### Prosper Alfaric
En 1919, Prosper Alfaric (1876-1955) est nommé à la chaire d'histoire des religions de l'université de Strasbourg. Cette nomination est fort discutée et fait scandale chez les catholiques comme chez les protestants. Il est alors soutenu par Alfred Loisy et Charles Guignebert, libre-penseur et professeur d'histoire du christianisme à la Sorbonne, qui pourfendra le mythiste Couchoud. Avec ce dernier et Albert Bayet, sociologue, professeur à la Sorbonne et à l'École pratique des hautes études, Alfaric publie en 1932 Le Problème de Jésus et les origines du christianisme, et est excommunié la même année.
Pour Alfaric, les quelques textes d'auteurs non-chrétiens qui évoquent Jésus-Christ sont interpolés par les chrétiens. Il s'appuie sur l'absence de toute mention de Jésus chez certains auteurs anciens. En particulier, il signale l’Histoire des rois juifs de Juste de Tibériade, récit dans lequel la vie de Jésus aurait dû trouver une place. L'œuvre de Juste a disparu, mais Photios la lut au IXe siècle de l'ère commune et s'étonne de ne rien trouver concernant « la venue du Christ, les événements de sa vie, les miracles qu'il fit ». Il remarque en outre les similarités de Jésus avec les dieux des cultes à mystères, Isis ou Mithra.
Dans les années 1920-1930, Alfaric publie des articles sur ce thème et des thèmes connexes dans des revues universitaires comme la Revue historique de Gabriel Monod ou la Revue de l'histoire des religions d'Émile Guimet. Après guerre, il publie aussi dans des revues rationalistes ou de libre-pensée telles que les Cahiers du Cercle Ernest Renan ou les Cahiers de l'Union rationaliste. Cette dernière revue est fondée en 1930 par Paul Langevin, qui y adopte le mythisme comme doctrine[réf. à confirmer].
Dès la découverte des manuscrits de la mer Morte (dit de Qumrân) en 1947, Prosper Alfaric s'interrogeait sur l'origine essénienne du christianisme, qu'il tenait auparavant en haute considération. Il regrettait la « séquestration » de ces documents.
Le philosophe et polémiste Michel Onfray a préfacé en 2005 la publication d'un regroupement des articles et de conférences d'Alfaric sous le titre Jésus a-t-il existé ?.

##### Arthur Heulhard
Arthur Heulhard (1849-1920), journaliste et critique musical, publie Le Mensonge chrétien, Jésus-Christ n'a pas existé (1908–1910), en onze volumes, et La Vérité Barabbas, Le mensonge Jésus ; Tu es Petrus, l'histoire et la légende (1913-1914). Selon lui, c'est Jean-Baptiste et non Jésus qui se proclame Christ et Fils du Père (Bar Abba en araméen), et il n'a pas été décapité. Et c'est Barabbas qui est crucifié par Pilate pour assassinat, vol et trahison. Un siècle après, les évangélistes lui auraient substitué le personnage imaginaire d'un Jésus, victime innocente, afin d'exploiter lucrativement la rédemption des péchés par le baptême.
Pour l'historien Maurice Goguel, Arthur Heulhard est le plus prolifique des « polémistes dont l'œuvre tient plus du roman historique que de l'histoire ». De son côté le mythiste Couchoud parle de lui comme « d'un homme d'une érudition déréglée ».

### L'entre-deux-quêtes
Dans la première moitié du XXe siècle, la recherche du Jésus historique subit sinon une crise du moins une pause. L'ouvrage d’Albert Schweitzer, Geschichte der Leben Jesu-Forschung (Histoire de la recherche sur la vie de Jésus, 1906), synthétise les travaux de ce qu'on appellera la première quête, et cite les principales thèses mythistes de l'époque. Il montre surtout que les vies de Jésus telles qu'elles ont été construites au XIXe siècle (les plus fameuses étant celles de David Strauss et d'Ernest Renan) nous en apprennent plus sur leurs auteurs que sur Jésus, faute de critères objectifs pour déterminer ce qui est historique dans les évangiles. Les travaux de l'école de l'histoire des formes, menés notamment par Martin Dibelius et Bultmann, analyseront minutieusement la composition littéraire des évangiles et procéderont à leur « démythologisation ». Bultmann en arrivera à la conclusion qu'on ne peut rien dire du Jésus historique, parce que les évangiles n'ont pas été écrits et conservés pour raconter le « Jésus de l'histoire » tel qu'il a vécu, enseigné, et été crucifié, mais pour témoigner du « Christ de la foi » des communautés au sein desquelles ils ont été composés. Les travaux ne reprendront que dans les années 1950 avec la deuxième quête et la recherche de critères objectifs d'historicité.
Pendant cette période, les thèses mythistes connurent un certain retentissement dans le grand public. En Allemagne en particulier, les thèses d'Arthur Drews furent l'objet d'une propagande importante, et la controverse ne se limita pas aux publications scientifiques, mais prit la forme de tracts, d'ouvrages populaires et de débats publics. En 1927, le mathématicien, logicien, philosophe, épistémologue, homme politique et moraliste britannique Bertrand Russell, dans Why I Am Not a Christian, écrit : « Sur le plan historique, le fait que le Christ ait même jamais existé est plutôt douteux, et quand bien même aurait-il existé, on ne sait rien à son sujet, et par conséquent je ne me sens pas concerné par la question historique, laquelle est une question très complexe. ».
Ces thèses reçurent un grand nombre de réponses parmi lesquelles celles de Schweitzer, de Wilhelm Bousset (Was wissen wir von Jesus?, S. J. Case, (Historicity of Jesus, 1912), Charles Guignebert, (Le problème de Jésus, 1914), Maurice Goguel (1925)… En 1933, Charles Guignebert nota que les thèses mythistes n'avaient réussi à convaincre personne chez les spécialistes.

### Depuis les années 1930
Après les discussions des années 1930, la question de l'historicité a été considérée comme définitivement tranchée par les historiens spécialistes. Les recherches sur le Jésus historique ont repris dans les années 1950, avec de nouvelles approches et méthodologies, et la découverte de nouveaux textes comme la bibliothèque de Nag Hammadi et les manuscrits de Qumrân qui apportent des éléments sur le contexte religieux des débuts du christianisme. Rien de tout cela n'a remis en question l'historicité de Jésus de Nazareth.
Cependant, en dehors du milieu académique et universitaire et du système de publication et de validation des revues et éditeurs scientifiques, divers auteurs ont continué à soutenir la thèse de l'inexistence historique de Jésus, et à proposer des théories alternatives pour la naissance du christianisme et l'écriture du Nouveau Testament. Ces thèses n'ont aucune réception chez les spécialistes du Nouveau Testament et du christianisme ancien et la question de l'historicité de Jésus est considérée comme éteinte en tant que question scientifique, bien qu'il soit régulièrement réanimé par des positions idéologiques qui nourrissent un débat d'autre ordre, celui de la pertinence du christianisme ou de l'une ou autre de ses expressions.

#### Dans le monde francophone

##### Michel Onfray
Le philosophe Michel Onfray reprend, dans sa Contre-Histoire de la Philosophie et dans son Traité d'athéologie, les thèses mythistes de Paul-Louis Couchoud et de Prosper Alfaric. Il se fonde également sur Raoul Vaneigem - auquel il dédie son Traité - en particulier sur son ouvrage sur les hérésies - La Résistance au Christianisme.
Pour Michel Onfray, si Jésus a bien existé c'est à la manière d'Ulysse ou de Zarathoustra, à la façon d'un « personnage conceptuel » (en référence à l'expression de Gilles Deleuze). Jésus fonctionne selon lui comme une « idée sur laquelle s'articule une vision du monde » ; il cristallise les « aspirations prophétiques de son époque ». Les premiers chrétiens, dans les premiers siècles, forgent alors un mythe et les évangélistes « narrent moins le passé d'un homme que le futur d'une religion ». Il cite comme arguments le fait qu'il n'y a aucune preuve matérielle de son existence, que les évangiles furent écrits des décennies après les événements et reprennent énormément des thématiques de la philosophie antique en se contredisant, que les historiens Flavius Josèphe, Suétone et Tacite mentionnent Jésus mais qu'aucun manuscrit original n'est parvenu, seulement ceux de l'époque médiévale ayant été recopiés par des moines copistes qui, probablement, rajoutèrent les passages cruciaux. Il écrit aussi que l'époque du Christ est celle des prédicateurs hystériques voulant libérer la communauté juive de l'Empire romain (Theudas, Jacob et Simon (en)).
Dans un article intitulé « L' athéisme dérisoire de Michel Onfray », Michaël Fœssel critique l'attitude « désinvolte » d'Onfray qui transforme des « doutes » en certitude, reprenant une « hypothèse […] datée ». Toutefois, même s'il prend position en faveur de la thèse mythiste, Onfray laisse la place au doute dans son Traité d'athéologie, en notant que « les ultra-rationalistes [...] disent probablement vrai sur l'inexistence historique de Jésus » mais que l'étude des divers documents à disposition n'a pas permis de « conclusion définitive », tout en remarquant que, « de Jésus fiction à Jésus Fils de Dieu, le spectre est large, et la quantité des hypothèses justifie aussi bien l'athéisme agressif et militant de l'Union rationaliste que l'adhésion à l'Opus Dei ».
Michel Onfray revient sur l'inexistence de Jésus dans son livre Décadence (2017). L'historien du christianisme Jean-Marie Salamito démonte l'argumentation de cet ouvrage point par point dans Monsieur Onfray au pays des mythes, paru la même année, arguant qu'il serait prisonnier de sa [propre] mythologie. De même, l'historien Jean-Christian Petitfils tient l'existence de Jésus pour « un fait historique avéré ».

En novembre 2023, Michel Onfray revient sur le sujet avec Théorie de Jésus. Biographie d'une idée, dont la thèse est « Jésus a bel et bien existé, mais comme concept ».

##### Courant ésotérique

###### Robert Ambelain
L'occultiste et franc-maçon Robert Ambelain (1907-1997), publie Jésus ou le mortel secret des Templiers (Robert Laffont, 1970), ensuite La Vie secrète de saint Paul (1972), pour finir avec Les Lourds Secrets du Golgotha (1974). Il reprend la thèse de Daniel Massé (celle d'un Jésus zélote), qu'il estime victime d'une cabale qui en explique le peu de succès. C'est la découverte de ce secret caché par l'Église qui aurait causé la chute de l'Ordre des Templiers.

##### Autres auteurs francophones
Parmi les auteurs ayant défendu la thèse mythiste, on peut également citer : 
- Édouard Dujardin (1861-1949),
- Georges Las Vergnas (1911-1986),
- Guy Fau (1909-2000), membre de l'Union rationaliste et auteur de La Fable de Jésus-Christ, 1964,
- Denis Langlois (1940-), auteur de Récit édifiant des activités d'un nommé Jésus, 1997,
- Paul-Éric Blanrue (1967-), fondateur du Cercle zététique.

##### Bernard Dubourg
Bernard Dubourg (1945-1992) publie, en 1987 et 1989, L'Invention de Jésus dans la collection « L'Infini » dirigée par Philippe Sollers. Selon lui, le corpus néotestamentaire aurait été composé selon les procédures traditionnelles du midrash hébraïque. Une de ses continuatrices est la professeure de philosophie Nanine Charbonnel, dont l'ouvrage Jésus-Christ, sublime figure de papier (Berg International, 2017) est honoré d'une préface de Thomas Römer ainsi conclue : « Il est difficile de nier le caractère midrashique de nombreuses péricopes des Évangiles. Chacun restera libre de tirer des conclusions de cette lecture midrashique qui aura le grand mérite de dépasser la dichotomie entre "mythe" et "histoire". »

#### Dans le monde anglophone
La thèse mythiste connaît un renouveau dans le monde anglophone, mais son écho dans les milieux académiques demeure, au début du XXIe siècle, relativement limité. Elle a néanmoins continué d’être reprise régulièrement par des auteurs en dehors du milieu académique, essentiellement par des écrivains, blogueurs et internautes s'appelant parfois eux-mêmes « mythicists » dans le monde anglo-saxon.

##### George Albert Wells
Diplômé en langue allemande et en philosophie, George Albert Wells (né en 1926) enseigna l'allemand au Birkbeck College de l'Université de Londres à partir de 1949. Il est le premier à remettre sur le chantier les questionnements au sujet de l'existence de Jésus et de la crédibilité des évangiles. En 1971, il publie The Jesus of the Early Christians qui est suivi d'une douzaine de livres sur ce sujet dont Did Jesus Exist ? (en). Ses qualités de linguiste facilitent son accès aux écrits des Allemands Bauer et Drews notamment. Cependant, au fil de ses publications, Wells revient sur certaines de ses premières conclusions : influencé par Burton L. Mack (en), il apparaît progressivement convaincu de l'existence de mouvements antiques galiléens se réclamant d'un « Jésus terrestre ». Le mythiste Earl Doherty lui reprochera son manque de radicalisme tandis que les quelques exégètes qui, à l'instar de R. Joseph Hoffmann (en), se penchent sur son travail, tout en le considérant comme « le défenseur contemporain le plus éloquent de la non-historicité de Jésus » et saluant la modération de son ton, critiquent sa méthodologie qui consiste à tramer les positions les plus extrêmes de certains exégètes afin de produire un récit qui s'adapte le mieux à sa propre thèse, auquel aucun de ces chercheurs ne souscrirait.

##### Earl Doherty
Le Canadien Earl Doherty (né en 1941), titulaire d'un diplôme en histoire ancienne et langues classiques, a publié en 1999 The Jesus Puzzle; Did Christianity begin with a mythical Christ?. Il s'inscrit dans la lignée de G. A. Wells et de Paul-Louis Couchoud et son livre Le Mystère de Jésus. Selon lui, Paul de Tarse et l'auteur de l'évangile selon Marc ne croyaient pas en Jésus comme en une personne ayant vécu sur la Terre dans un cadre historique, mais voyaient en lui un héros mythique, fondé sur les prophéties de l'Ancien Testament.

##### Tom Harpur
L'auteur canadien Tom Harpur (1929-2017) a publié en 2005 Le Christ païen. Pour lui, la thèse de « la doctrine chrétienne n'est rien d'autre qu'un égyptianisme retapé et mutilé » sur lequel se serait fondée la fable mythique du Christ, qui serait donc d'origine païenne. Le personnage « historique » de Jésus de Nazareth aurait été inventé au IIIe et IVe siècles par l'Église chrétienne dominante.

##### Timothy Freke et Peter Gandy:Les Mystères de Jésus
Le livre Jesus Mysteries (titre original en anglais) de Timothy Freke et Peter Gandy, a eu un certain succès de librairie.
Leur thèse est que Jésus est un personnage de fictions mélangées en un seul homme présenté comme l'origine du christianisme. Plusieurs personnages furent synthétisés en un, pour la plupart issus du mythe solaire, reflété par les histoires de déités populaires dans l'Empire romain telles Mithra, Hercule, Dionysos. L'histoire de Jésus dépeinte dans les évangiles serait quasiment identique à celle des précédents « dieux sauveurs » tel Horus.

##### Brian Flemming
Dans son documentaire The God Who Wasn't There (2005) le réalisateur Brian Flemming affirme que Jésus est un mythe fondé sur des allégories qui n'étaient pas destinées à être comprises comme des récits historiques.

##### Richard Carrier
L'historien Richard Carrier défend la thèse mythiste dans sa contribution à l'ouvrage collectif The Empty Tomb: Jesus Beyond The Grave. Richard Carrier poursuit son travail de façon approfondie dans le livre On the Historicity of Jesus: Why We Might Have Reason for Doubt.

#### Autres

##### Alvar Ellegård
Le Suédois Alvar Ellegård (1919-2008), professeur d'anglais à l'université de Göteborg, a publié après sa retraite Myten om Jesus : den tidigaste kristendomen i nytt ljus (Le Mythe de Jésus). Selon lui, le Jésus originel est le Maître de Justice, qui avait été le leader de la communauté essénienne de Qumrân, cent cinquante ans avant l'époque décrite par les évangiles. Et c'est Paul de Tarse qui a créé le christianisme. Paul aurait été en contact avec la secte qui gardait les manuscrits de la mer Morte. À l'appui de sa théorie, Ellegård fait le lien entre le document de Damas, où il est raconté que les esséniens auraient quitté Jérusalem pour le « pays de Damas », et le chemin de Damas, où Paul aurait reçu sa vision de Jésus-Christ. Pour Ellegård, dans les deux cas, « Damas » désignerait symboliquement Qumrân.

##### Luigi Cascioli
Luigi Cascioli (1934-2010), auteur italien de La Fable du Christ - Irréfutable démonstration de la non existence de Jésus, affirmant que le Christ est une fiction inventée par l’Église sur la personne d'un certain Jean de Gamala, fils de Judas le Galiléen. Luigi Cascioli a défrayé la chronique en poursuivant en justice l'Église catholique à travers un de ses prêtres pour « abus de la crédulité populaire » concernant l'existence de Jésus.